# Fallbacka

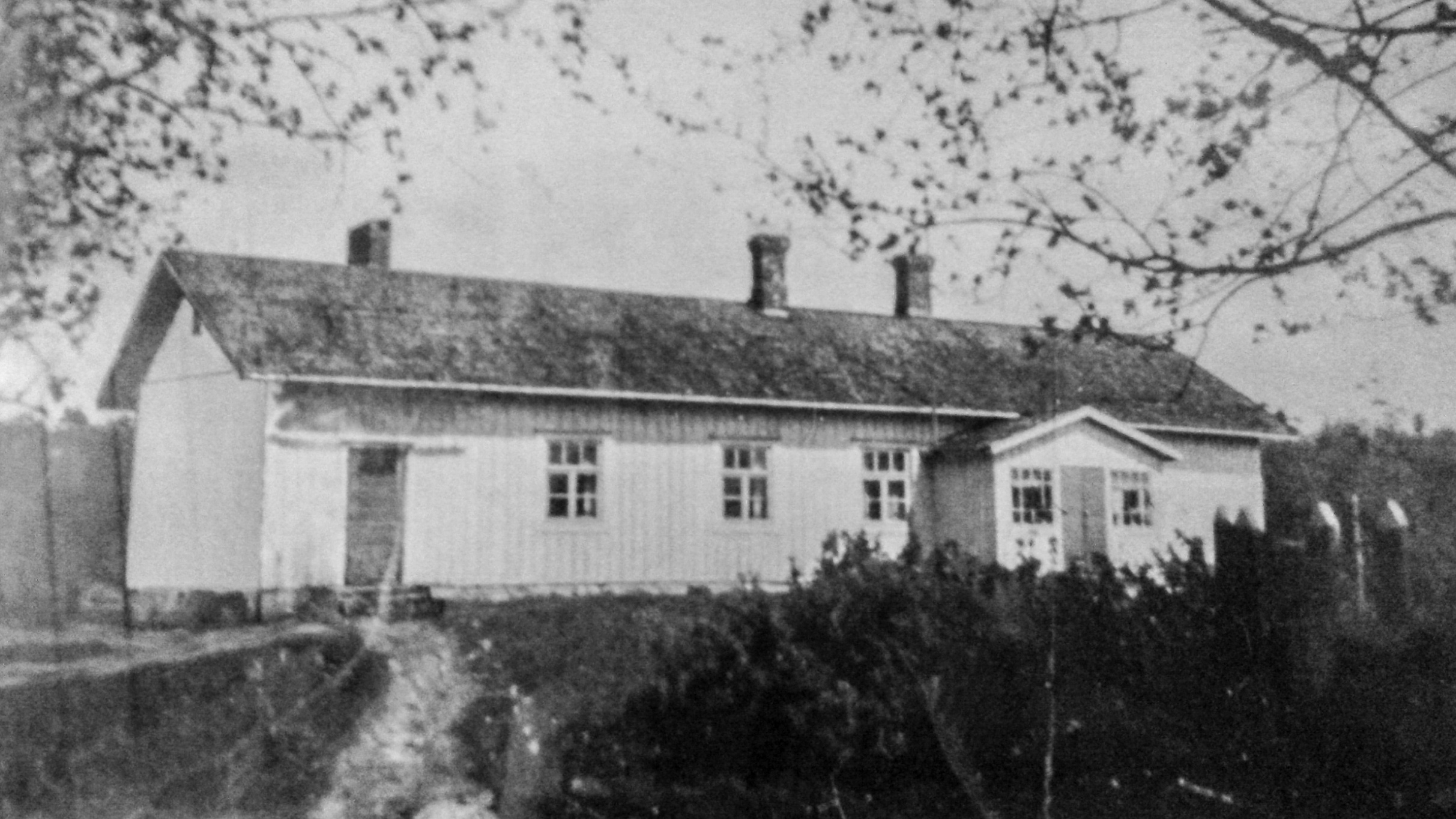
Fallbacka Gård.

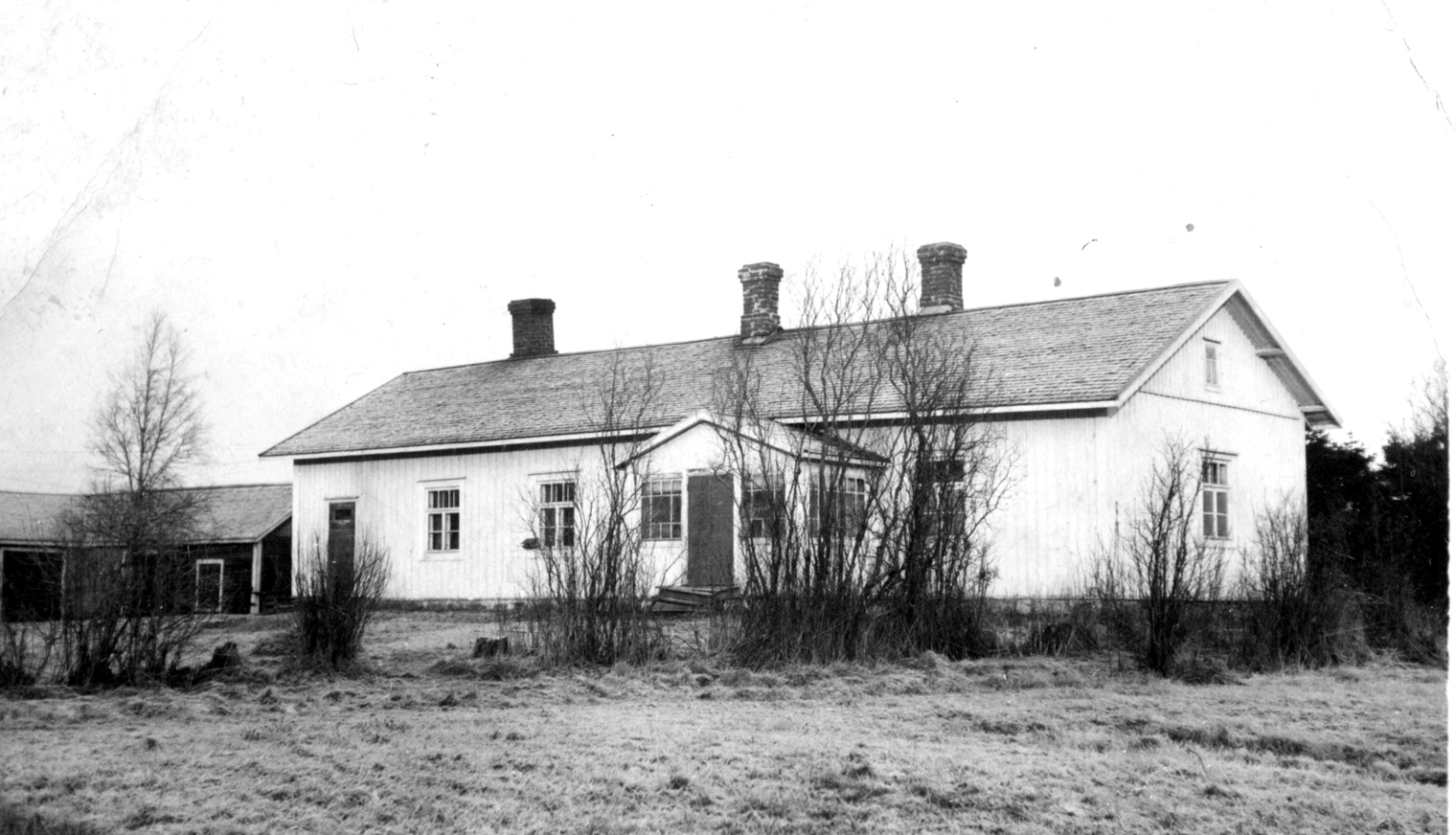
Fallbacka gård sedd från sydost.

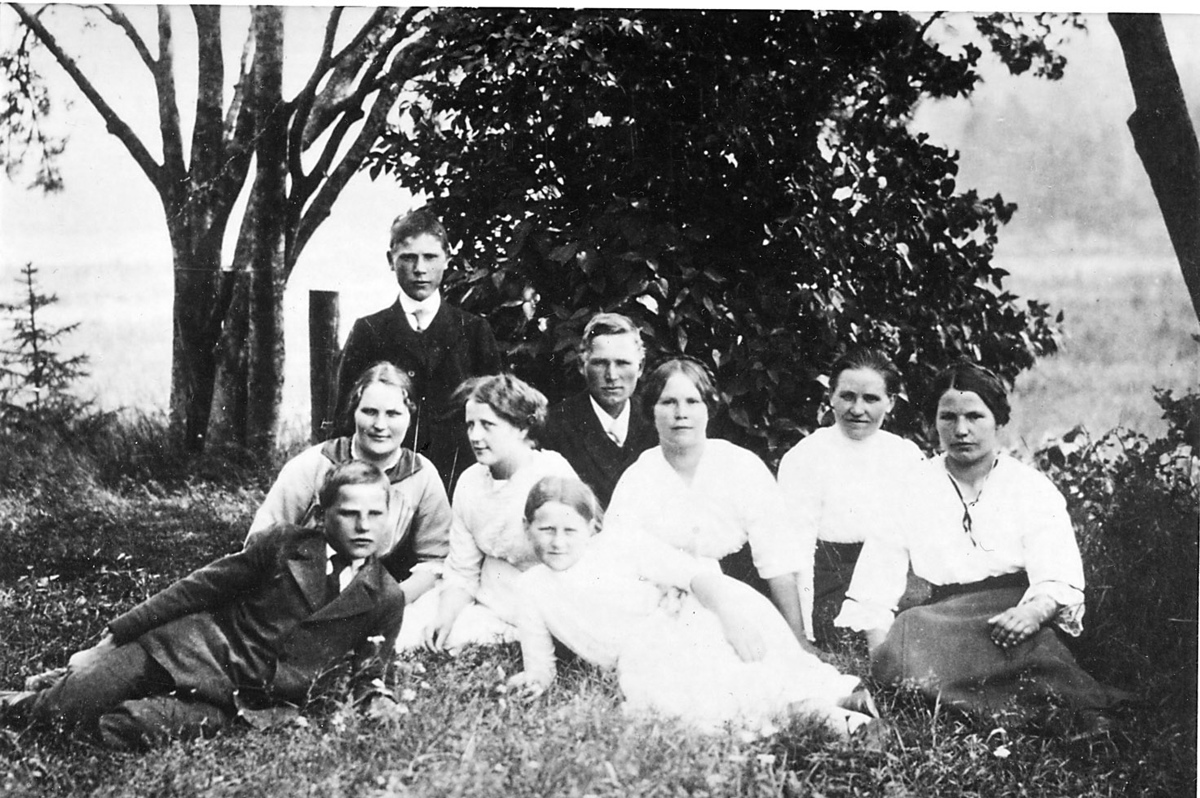
Syskonen Fallström i Fallbacka.

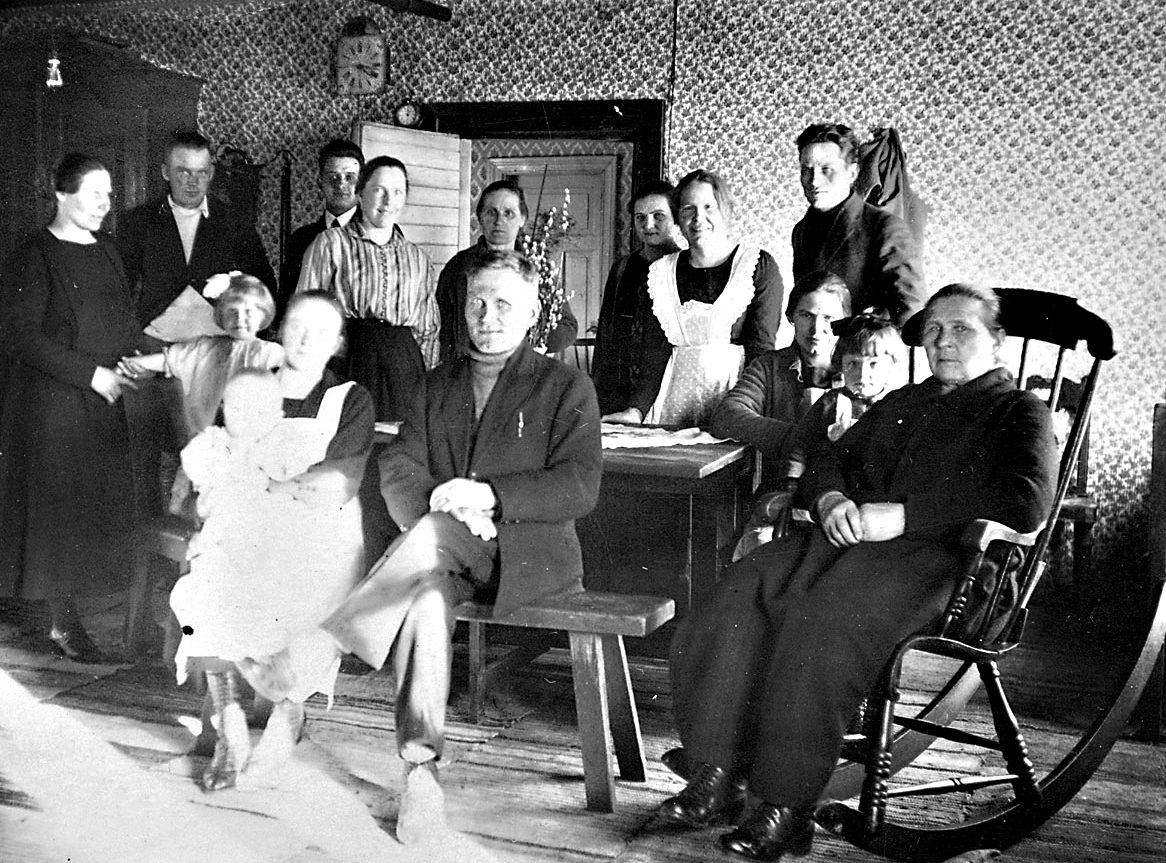
Aksel Fallström med familj.

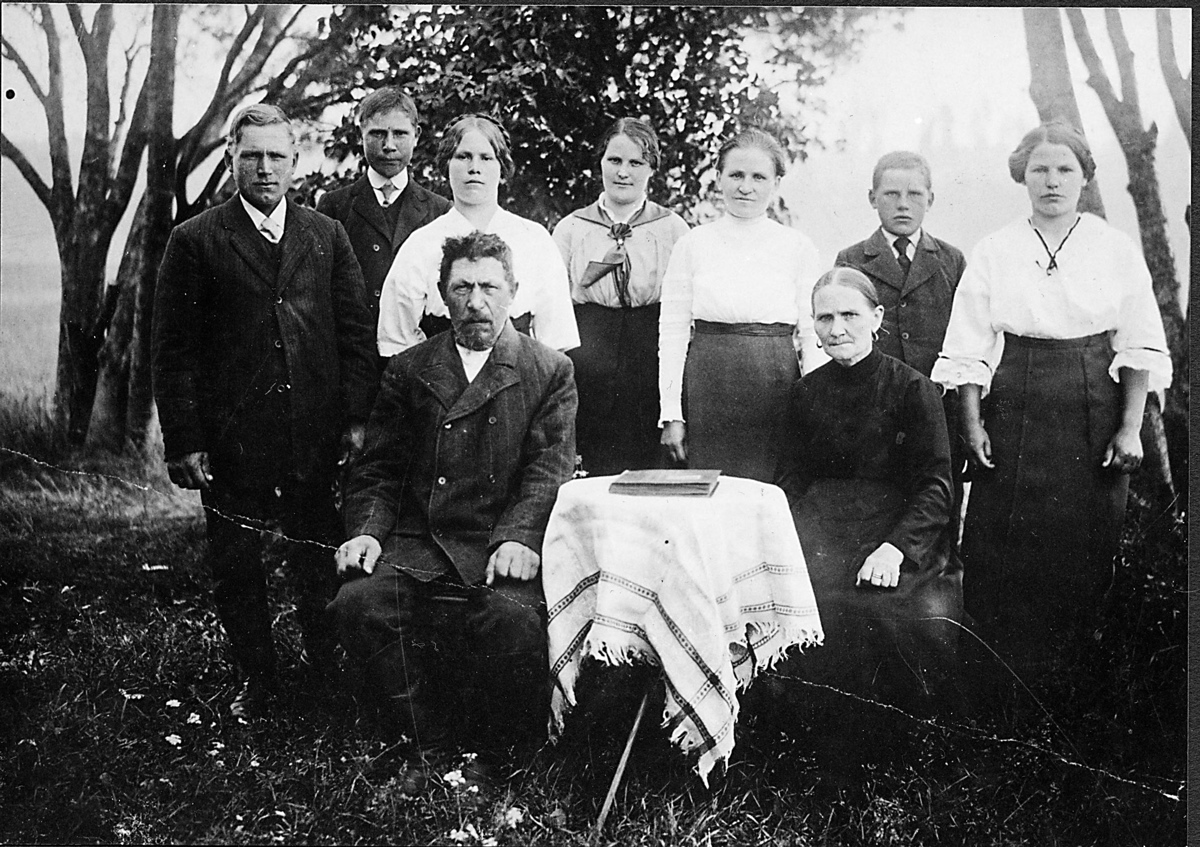
Fredrik Victor Fallström med familj.

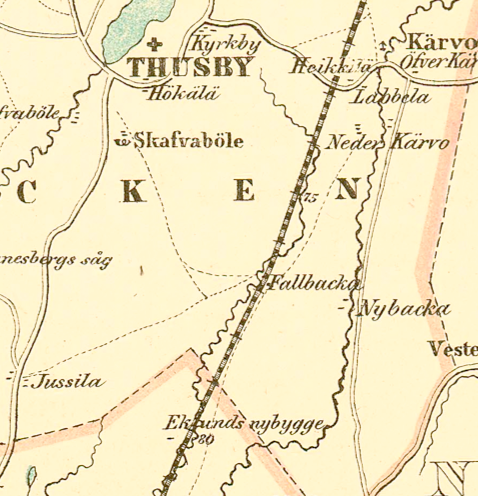
Fallbacka på kartan.

Fallbacka-gård låg i Tusby (Finland) i området där nutida Vanda, Kervo och Tusby möts vid huvudjärnvägen, mellan järnvägsstationerna i Korso och Savio. Gården och dess hus (hemman) beboddes av jordbrukarfamiljen Fallström. Det finns belägg åtminstone tillbaka till 1700-talet. Gårdens huvudbyggnad, som låg på områdets högsta punkt revs på 1960-talet. Numera finns i området t.ex. Rudolf Steiner-skolan i Vanda.
https://web.archive.org/web/20141221065739/http://plootu.net/leppakunnas_uusi/fi/kuvat/luettelo.php?haku=2060
Genom området i riktning öst-väst finns på Vanda-sidan Anttilavägen som fortsätter på Tusby-sidan som Fallbackavägen, vilket var det gamla namnet för Anttilavägen innan området sammanfogades med Vanda. I nord-syd riktning delas området av Fallbäcken (Vallinoja), som under årens gång har minskat från en ström till en bäck.
Sedan 1990-talet har i området tillkommit nybyggen. Områdets västliga och sydvästliga del har börjat kallas Fallbäcken (Vallinoja). Den delen av den forna gården som idag tillhör Vanda är numera en del av Korso storområde. En stor del utgör naturskyddsområde..
Områdets nordligare del tillhör Ytterkervo och nordvästliga del till Tusby.

## Fotnoter
1. ↑  ”Arkiverade kopian”. Arkiverad från originalet den 21 december 2014. https://web.archive.org/web/20141221051556/http://plootu.net/leppakunnas_uusi/fi/kuvat/luettelo.php?haku=2060. Läst 22 februari 2013.
2. ↑  ”Arkiverade kopian”. Arkiverad från originalet den 21 december 2014. https://web.archive.org/web/20141221050006/http://www.vantaa.fi/instancedata/prime_product_julkaisu/vantaa/embeds/vantaawwwstructure/73549_Korso_korjattu.pdf. Läst 3 februari 2015.